# Obiednane, Novhorod-Siverskîi
Obiednane (în ucraineană Об'єднане) este localitatea de reședință a comunei Obiednane din raionul Novhorod-Siverskîi, regiunea Cernihiv, Ucraina.

## Demografie
Componența lingvistică a localității Obiednane
     Ucraineană (97,08%)
     Rusă (2,92%)
Conform recensământului din 2001, majoritatea populației localității Obiednane era vorbitoare de ucraineană (97,08%), existând în minoritate și vorbitori de rusă (2,92%).